# Институт социальной и политической психологии НАПН Украины
Институт социальной и политической психологии НАПН Украины (далее Институт) — научно-исследовательское учреждение Национальной академии педагогических наук Украины, осуществляющее научные исследования в области гуманитарных наук и социологические исследования.

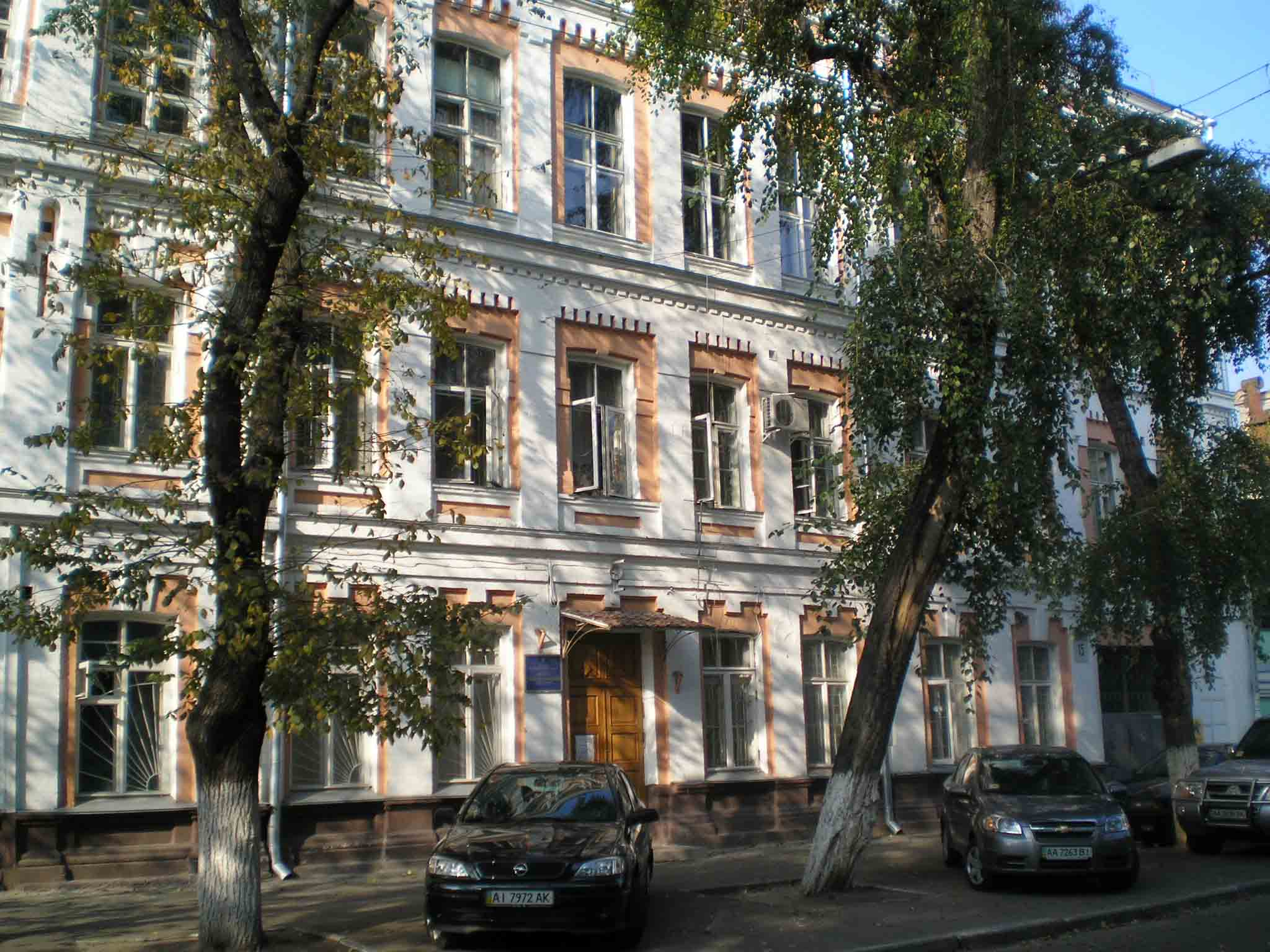
Здание Института социальной и политической психологии НАПН Украины на улице Андреевской № 15 в Киеве

## История
Институт создан 26.01.1994 как Научно-практический центр политической психологии АПН Украины. До этого центр существовал в структуре Института психологии им. Г. С. Костюка, а ещё раньше — как лаборатория психологии пропаганды этого же института.
14.10.1996 центр получил статус института и стал называться Институт социальной и политической психологии АПН Украины.
24.02.2010 согласно указу Президента Украины Академии педагогических наук Украины был предоставлен статус национальной, и Институт получил своё нынешнее название.
Со времени создания Института его возглавляет кандидат психологических наук, член-корреспондент НАПН Украины Н. Н. Слюсаревский.
Заместители директора: доктор психологических наук Л. А. Найденова и кандидат психологических наук С. Л. Чунихина (с 13 апреля 2021 г.). Ученый секретарь — кандидат педагогических наук Л. В. Григоровская.

## Структура

### Основные научные подразделения
- лаборатория методологии психосоциальных и политико-психологических исследований;
- лаборатория социальной психологии личности;
- лаборатория психологии масс и сообществ;
- лаборатория психологии малых групп и межгрупповых отношений;
- лаборатория психологии политического поведения молодежи;
- лаборатория психологии общения;
- лаборатория психологии массовой коммуникации и медиаобразования;
- лаборатория психологии политико-правовых отношений;
- лаборатория социально-психологических технологий;
- лаборатория мониторинга общественно-политических процессов.

В Институте есть аспирантура и докторантура по специальностям 19.00.01 — общая психология, история психологии; 19.00.05 — социальная психология, психология социальной работы и 19.00.11 — политическая психология, где осуществляется подготовка специалистов высшей квалификации.
В Институте действует специализированный ученый совет по защите докторских и кандидатских диссертаций по специальностям 19.00.01 — общая психология, история психологии; 19.00.05 — социальная психология, психология социальной работы и 19.00.11 — политическая психология.

## Ученые института
В Институте работают 1 действительный член (академик) и 3 члена-корреспондента НАПН Украины, 11 докторов и 37 кандидатов наук, 9 имеют звание профессора, 16 — доцента или старшего научного сотрудника.
В Институте работали и работают такие известные украинские ученые, как акад. НАПН Украины, д-р психол. наук, проф. В. А. Роменец; чл.-корр. НАПН Украины, канд. психол. наук Н. Н. Слюсаревский; чл.-корр. НАПН Украины, д-р психол. наук, проф. В. А. Татенко; академик НАПН Украины, д-р психол. наук, проф. Т. М. Титаренко; д-р психол. наук, проф. В. А. Васютинский; д-р психол. наук, проф. П. П. Горностай; д-р социол. наук, проф. Е. А. Донченко; д-р психол. наук В. Р. Дорожкин; д-р педагог. наук, проф. Ольга Жерновая; д-р педагог наук Елена Жерновая; д-р психол. наук, проф. В. П. Казмиренко; д-р психол. наук О. Н. Кочубейник; д-р психол. наук Е. А. Лищинская; д-р психол. наук М. И. Найденов; д-р психол. наук Л. А. Найденова; д-р психол. наук О. В. Петрунько; д-р психол. наук А. В. Полунин; д-р наук госуд. управл. Е. В. Суший.

## Научная деятельность

### Основные направления исследований
- теоретико-методологические основы социальной и политической психологии;
- комплексный анализ социальной ситуации личностного и гражданского развития детей и молодежи;
- психологические механизмы социализации личности, повышение её социально-адаптационных возможностей, личностного роста;
- проблемы групповой динамики, межличностных и межгрупповых отношений;
- состояние, закономерности и тенденции развития массового сознания и поведения;
- социально-психологические условия и факторы участия личности в политической жизни, подготовки молодежи к сознательному политическому выбору;
- проблемы психологии власти и политического лидерства;
- социально-психологические аспекты массовой коммуникации, организации медиа-образования молодежи, формирование у неё психологической устойчивости к социально вредной информации;
- технологии социально-психологического консультирования, прогнозирование общественно-политических процессов и влияния на их протекание.

### Основные научные достижения
Ученые Института составляют ядро научной школы психологии поступка, основанной академиком В. А. Роменцом (1926—1998), приумножают достояние украинской школы психологии пропаганды (убеждающей коммуникации), имеющей более чем двадцатилетние традиции. За время существования учреждения сложились и получили признание на территории Украины и за её пределами также научные школы психологии жизненного кризиса, социетальной психики и др.
Институт имеет многочисленные экспериментальные площадки, на которых апробируются новейшие научные разработки. Так, разворачивается широкомасштабный эксперимент согласно утверждённому Президиумом НАПН Украины Концепцией внедрения медиа-образования на территории Украины. На базе Каневской гимназии им. Ивана Франко (Черкасская обл.) проводился эксперимент всеукраинского уровня по организации учебно-воспитательного процесса общеобразовательного учебного заведения на началах субъектно-поступкового подхода (автор концепции субъектно-поступкового подхода и научный руководитель эксперимента — главный науч. сотрудник лаборатории методологии психосоциальных и политико-психологических исследований, доктор психологических наук, профессор, член-корреспондент НАПН Украины В. А. Татенко). Постоянно создаются новые учебные программы социально-психологического профиля для высшей школы.
Наряду с фундаментальными научными разработками проводятся многочисленные прикладные исследования, имеющие целью отслеживание и прогнозирование важнейших тенденций общественного развития, электорального поведения, выработка научно обоснованных рекомендаций по актуальным проблемам создания государства, изучения социально-психологических условий реформирования образования, общественных настроений учителей.
Результаты этих исследований используются Администрацией Президента Украины, Кабинетом Министров Украины, Советом национальной безопасности и обороны Украины, Министерством образования и науки Украины, другими министерствами и ведомствами.
Институт является коллективным членом Всеукраинской ассоциации психологов, Ассоциации политических психологов Украины, Социологической ассоциации Украины, является ассоциированным членом Международного общества политических психологов.
В научном наследии Института более 90 монографий, 78 учебников и учебных пособий, 6 словарей и справочников, свыше 100 сборников научных работ.

## Профессиональные периодические издания Института
- ежегодный сборник статей «Научные студии по социальной и политической психологии Архивная копия от 13 июля 2020 на Wayback Machine»[6];
- сборник научных работ «Проблемы политической психологии Архивная копия от 7 августа 2020 на Wayback Machine»[7] (совместно с Ассоциацией политических психологов Украины);
- сборник научных работ «Психологические науки: проблемы и достижения»[8] (совместно с Киевским международным университетом);
- журнал «Психологические перспективы» (совместно с Волынским государственным университетом им. Леси Украинки);
- журнал «Психология и общество»[9] (совместно с Тернопольским национальным экономическим университетом);
- журнал «Психодрама и современная психотерапия»[10] (совместно с Ассоциацией психодрамы);
- тематические информационные бюллетени на разные темы[11].